# Саидрахмонов, Мустафа Махмадрасулович
Мустафа Махмадрасулович Саидрахмонов (род. 1 января 1990) — российский самбист и дзюдоист, бронзовый призёр чемпионата России по боевому самбо, мастер спорта России по самбо и дзюдо. Победитель и призёр всероссийских и международных турниров по самбо и дзюдо. Занимался под руководством известных тренеров братьев Хапай, Арамбия и Хамида. Живёт в Краснодаре. Работает тренером в клубе «Колизей».

## Спортивные достижения[1]
- Серебряный призёр первенства России по самбо (2007 год);
- Бронзовый призёр первенства Европы по самбо (2007 год);
- Первое место первенства России по самбо (2008 год);
- Второе место первенства мира по самбо (2008 год);
- Чемпионат России по боевому самбо 2013 года — .